# گلوابرش
گلوابرش (نام علمی: Arcanator orostruthus)، یک گونه از پرندگان از خانواده کوچک آفریقایی Modulatricidae است. از نام‌های رایج دیگر این پرنده می‌توان به سینه‌سرخ کوهی ابرش و بلبل سبز کوهی ابرش اشاره کرد. این پرنده بومی موزامبیک و تانزانیا است. و تنها گونه از سردهٔ تک‌نماد Arcanator است.